# القنفذ سونيك 2 (8-بت)
سونيك ذا هيدجهوج 2 (بالإنجليزية: Sonic the Hedgehog 2)‏، هي الجزء الثاني للسلسلة الفرعية للعبة سونيك، صدرت اللعبة سنة 1992، وهي من تطوير ونشر شركة سيغا اليابانية، وتعمل على منصتي غيم غير وماستر سيستم.